# Justicia hintoniorum
Justicia hintoniorum är en akantusväxtart som beskrevs av Guy L. Nesom. Justicia hintoniorum ingår i släktet Justicia och familjen akantusväxter. Inga underarter finns listade i Catalogue of Life.